# Carbeniumion
Een carbeniumion is een trivalent carbokation van het type R3C+, dat ontstaat wanneer een covalente binding tussen de koolstof en een ander element zodanig gebroken wordt, dat na de binding de bindingselektronen naar het ander element verhuizen.

## Stabiliteit

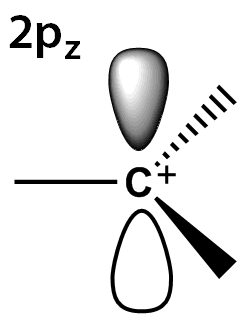
Een tertiair carbeniumion.

Het koolstofatoom in een carbeniumion is sp2-gehybridiseerd en bezit bijgevolg een vlakke structuur. Ze zijn niet stabiel en komen slechts als reactief intermediair voor. Elektrondonerende groepen die rechtstreeks gebonden zijn aan de positieve koolstof stabiliseren de positieve lading op koolstof. Algemener geldt dat primaire carbeniumionen minder stabiel zijn dan secundaire, die weer minder stabiel zijn dan de tertiaire carbeniumionen. Het methylcarbeniumion is het meest onstabiele carbeniumion. De stabilisatie van de lading door elektronenduwende groepen kan worden toegeschreven aan het effect van hyperconjugatie. Daarnaast kan een carbeniumion ook gestabiliseerd worden door conjugatie, bijvoorbeeld met een dubbele binding of een vrij elektronenpaar op zuurstof.

### Geconjugeerde carbeniumionen
Extra stabiliteit voor de ionen wordt verkregen als de positieve lading van het carboniumion direct naast een dubbele binding zit. Dit is het geval in het 3-propenylion, (H2C+-CH=CH2), ook bekend als het allylkation. Echte stabiliteit wordt bereikt als de positieve lading opgenomen kan worden in een aromatisch ringsysteem, zoals in het tropyliumion dat zelfs in (aangezuurd) water kan bestaan.

## Reactiviteit
Een koolstofatoom in een carbeniumion is positief geladen en daarom erg reactief. Alleen onder speciale omstandigheden kan het carbeniumion gestabiliseerd worden. Deze omstandigheden kunnen bestaan uit de omgeving waarin het ion is opgelost (oplosmiddel) of uit de keuze van de R-groepen die aan het koolstofatoom gebonden zijn. Carbeniumionen zijn uitgesproken elektrofielen en reageren dus met nucleofielen.

## Vorming
Een carbeniumion kan worden gevormd door een covalente binding tussen een koolstofatoom en een elektronegatief atoom (bijvoorbeeld een chloor- of een broomatoom) te verbreken. Doorgaans wordt daarbij gebruikgemaakt van een lewiszuur. Een voorbeeld is de reactie van broomethaan met ijzer(III)bromide:
{\displaystyle {\ce {C2H5Br + FeBr3 -> C2H5+ + FeBr4-}}}